# Ektenia
Ektenia, gr. Εκτενής, cs. ектенїѧ (wym. jektenija) – rodzaj litanii, obecnej w rozmaitych rytach Boskiej Liturgii w Kościołach wschodnich. Składa się z kolejnych wezwań modlitewnych, śpiewanych jest przez diakona lub kapłana, a lud (lub chór) odpowiada "Panie, zmiłuj się" (cs. "Hospodi pomiłuj"). Wyjątkiem jest ektenia błagalna, której niektóre wezwania mają odpowiedź "Racz dać, o Panie" (cs. "Podaj Hospodi"). Ostatnie wezwanie ektenii często odnosi się do Bogurodzicy. Po ostatnim wezwaniu odpowiedź brzmi "Tobie, o Panie" (cs. "Tiebie, Hospodi").
Ektenia jest rozpoczynana i śpiewana przez diakona. Gdy diakon skończy śpiewać, kapłan śpiewa modlitwę uwielbienia Świętej Trójcy, na którą wierni odpowiadają "Amen" (cs. "Amiń"). Jeżeli nie ma diakona, zarówno ektenię, jak i końcową modlitwę śpiewa kapłan.
Wyróżnia się:
- Ektenię Wielką (zwaną także ektenią pokoju) - rozpoczyna się słowami "W pokoju do Pana módlmy się" (cs. "Mirom Hospodu pomolimsia"), występuje na początku liturgii, a także w innych nabożeństwach,
- ektenię usilną (żarliwą) - rozpoczyna się słowami "Rcem wsi ot wsieja duszy i ot wsieho pomyszlenija naszeho rcem" (cs.), ma miejsce w czasie św. Liturgii po homilii,
- małą ektenię (zawierającą tylko dwa wezwania z Wielkiej Ektenii), występuje między kolejnymi antyfonami na początku św. Liturgii,
- ektenię błagalną - cs. prositelnaja jektenija - na pierwsze wezwania odpowiada się "Panie, zmiłuj się" (cs. "Hospodi pomiłuj"), na kolejne "Racz dać, o Panie" - cs. "Podaj Hospodi", występuje w różnych nabożeństwach, a także podczas św. Liturgii po zakończeniu anafory,
- ektenię dziękczynną (po Komunii św.).
- ektenię za katechumenów - odmawianą przed odesłaniem katechumenów w czasie św. Liturgii,
- ektenię za wiernych - odmawianą po odesłaniu katechumenów,
- ektenię za zmarłych - zawierającą prośby o życie wieczne dla zmarłych; używana w czasie panichidy oraz w św. Liturgii odprawianej za dusze zmarłych.